# Metachroma pallidum
Metachroma pallidum är en skalbaggsart som först beskrevs av Thomas Say 1824.  Metachroma pallidum ingår i släktet Metachroma och familjen bladbaggar. Inga underarter finns listade i Catalogue of Life.